# Championnat de Tunisie masculin de handball 1978-1979
Navigation
Saison précédente Saison suivante
La saison 1978-1979 du championnat de Tunisie masculin de handball est la 24e édition de la compétition.
Disputée en deux poules de dix clubs chacune avec la qualification des deux premiers au tournoi final, elle permet à l'Espérance sportive de Tunis (EST) de conserver son invincibilité pour la sixième saison de suite et de remporter son huitième doublé championnat-coupe de Tunisie et son neuvième championnat consécutif. Prise en main par un nouvel entraîneur, Abdellatif Telmoudi, et renforcée par Ahmed Belhaj Hmida (ancien ZS) et Néjib Glenza (ancien ASPTT), elle domine tous ses adversaires, ne concédant qu'un seul nul lors de la première journée du championnat contre l'El Baath sportif de Béni Khiar. Son rival habituel, le Club africain, ne réussit même pas à se classer premier de sa poule, se faisant dépasser par l'Association sportive d'Hammamet dirigée par Hachemi Razgallah ; il est éliminé en demi-finales de la coupe et du championnat par l'EST et son chef de file Khaled Achour, véritable bourreau du Club africain avec onze buts en coupe et huit en championnat. 
En coupe de Tunisie, c'est El Makarem de Mahdia qui a le mérite d'écarter l'Association sportive d'Hammamet en demi-finale et dispute la finale sans démériter face à un adversaire invincible (16-20). 
Les derniers des deux poules, le Stade nabeulien, ancien grand club de la nationale, et le promu, l'Union sportive témimienne, sont rétrogradés en division d'honneur.

## Clubs participants
| - Espérance sportive de Tunis - Club africain - Club sportif de Hammam Lif - El Makarem de Mahdia - Sogitex sportif de Moknine - Association sportive d'Hammamet - Zitouna Sports - Association sportive des PTT - Association sportive de handball de l'Ariana - Stade nabeulien | - Stade tunisien - Union sportive monastirienne - Widad athlétique de Montfleury - Étoile sportive du Sahel - Jeunesse sportive kairouanaise - El Baath sportif de Béni Khiar - Club athlétique bizertin - Club sportif sfaxien - Union sportive des transports de Sfax - Union sportive témimienne |

## Compétition
Le barème de points servant à établir le classement se décompose ainsi :
- Victoire : 3 points
- Match nul : 2 points
- Défaite : 1 point
- Forfait et match perdu par pénalité : 0 point